# Mezőcsát
Mezőcsát es una pequeña ciudad en el condado de Borsod-Abaúj-Zemplén, en el norte de Hungría. Se encuentra a 35 kilómetros de la capital del condado, Miskolc.

## Historia
La zona ha estado habitada desde la antigüedad. Entre 1958 y 1962 se excavó una necrópolis de la Edad de Bronce que contiene 40 enterrados. En 1067 se fundó aquí un monasterio. En aquella época, el pueblo se llamaba Csát y constaba de dos partes: Szabadcsát, donde vivían los hombres libres, y Lakcsát, donde vivían los siervos.
Durante la invasión mongola de Hungría, Mezőcsát fue destruida. No volvió a mencionarse hasta la década de 1330. Tras la batalla de Mezőkeresztes, fue abandonada de nuevo, pero la gente volvió a asentarse en la zona cuando el Borsod comitatus fue gobernado desde Transilvania por el príncipe Gabriel Bethlen. En 1686, las fuerzas imperiales incendiaron Mezőcsát, pero en un documento de 1698 se menciona como ciudad con derecho a mercado, por lo que debió ser una ciudad importante en aquel entonces. Sus habitantes participaron en la revolución contra los Habsburgo en 1848 y 1949, y las fuerzas imperiales volvieron a incendiar la aldea.
Después de 1867 Mezőcsát prosperó, la línea ferroviaria llegó al pueblo, se construyeron molinos y se abrieron bancos.
Durante la Primera Guerra Mundial, Mezőcsát perdió un total de 176 habitantes. El monumento en la Plaza de los Héroes, la plaza principal de Mezőcsát, se erigió en su memoria. Durante la Segunda Guerra Mundial, los habitantes judíos fueron deportados. El 7 de noviembre de 1944, el ejército soviético ocupó el pueblo.

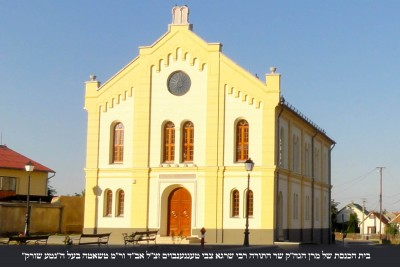
Sinagoga judía en Mezőcsát

Durante las décadas siguientes, Mezőcsát prosperó, aunque su papel como capital de la zona fue relevado por la recientemente construida ciudad de Tiszaújváros. El 1 de enero de 1991, Mezőcsát recuperó su estatus de ciudad.

### Historia judía de Mezőcsat

#### Comunidad judía
Los judíos comenzaron a asentarse en Mezőcsát (entonces parte del Reino de Hungría) durante la segunda mitad del siglo XVIII. La comunidad judía se organizó oficialmente a principios del siglo XIX. La comunidad comprendía ocho pueblos de los alrededores: Tiszadorogma, Tiszakeszi, Tiszatarján, Igrici, Hejőpapi, Emőd, Nemesbikk y Hejőbába.
La sinagoga original fue destruida en un incendio. En 1880, se construyó una nueva sinagoga, que aún se mantiene en pie. En 1878 se estableció un Talmud Torá, y la yeshivá de la ciudad fue fundada por el rabino Yaakov Tannenbaum, rabino principal de Putnok. El liderazgo pasó posteriormente a su hermano, el rabino Shraga Tzvi Tannenbaum, y continuó a través de las generaciones futuras.

#### Después del Holocausto
Tras el Holocausto, unos 80 judíos regresaron a Mezőcsát y restablecieron la comunidad bajo el liderazgo del rabino shochet Eliyahu Alter Rosenfeld. Sin embargo, tras la Revolución Húngara de 1956, la mayoría de los judíos huyeron por temor a la opresión comunista. En 1960, ya solo quedaban unas nueve familias.